# Tucht
Tucht is het instrument waarmee in een groep de discipline wordt gehandhaafd, door middel van het aanleren van gehoorzaamheid en volgzaamheid. Bekende voorbeelden van mensen die met tucht werken zijn leraren, die tucht gebruiken om orde te houden en militaire meerderen die met tucht hun minderen dwingen hun bevelen op te volgen. Tucht hoort bij een autoritaire stijl van leidinggeven. Het is de meerdere die door middel van het bijbrengen van tucht de mindere(n) leert het leiderschap te aanvaarden en daarmee "vrijwillig" de meerdere te gehoorzamen. Leiders van nature hebben nauwelijks tucht nodig.  
Het gevoel dat de meerdere als zodanig moet worden erkend en de instructies van de meerdere - liefst blindelings - moeten worden opgevolgd, wordt met tucht krachtdadig bijgebracht. Een bekend voorbeeld van het bijbrengen van tucht kan worden gevonden bij exerceren, waarbij soldaten geleerd wordt om onmiddellijk orders uit te voeren, zonder daar bij na te denken en eigen afwegingen te maken. Bij krijgstucht kan dit ook juridisch worden afgedwongen.

## Aan tucht verwante begrippen
- Tuchthuizen hadden van oudsher mede tot taak misdadigers weer in het gareel te brengen, om zo de brave burgers te beschermen.
- Tuchtiging is gerelateerd aan tucht, als dit fysiek geweld dient om gehoorzaamheid af te dwingen.
- Tuchtrecht dient om de discipline van een beroepsgroep af te dwingen.
- Tuchtroede hoort bij tuchtiging
- Tuchtscholen zijn mede bedoeld om leerlingen ongewenst gedrag af te leren en ze weer geschikt te maken voor het regulier onderwijs
- Kerkelijke tucht wordt toegepast door een kerkenraad als die ziet dat een overtreder zijn leven na herhaaldelijke waarschuwing niet betert.